# Fruktan är mitt vapen
Fruktan är mitt vapen (engelska: Fear Is the Key) är en brittisk långfilm från 1972 i regi av Michael Tuchner, med Barry Newman, Suzy Kendall, John Vernon och Ben Kingsley i rollerna. Filmen bygger på en roman av Alistair MacLean.

## Handling
En åtalad man, John Talbot, sliter mitt under en rättegång till sig en ung kvinna och skjuter sig ut ur rättsalen med henne som gisslan. Han lyckas fly, men varför?

## Rollista
| Barry Newman     | – John Talbot    |
| Suzy Kendall     | – Sarah Ruthven  |
| John Vernon      | – Vyland         |
| Dolph Sweet      | – Jablonsky      |
| Ben Kingsley     | – Royale         |
| Ray McAnally     | – Ruthven        |
| Peter Marinker   | – Larry          |
| Elliott Sullivan | – Judge Mollison |
| Roland Brand     | – Deputy         |
| Tony Anholt      | – FBI Man        |